# Trboje
Trboje este o localitate din comuna Šenčur, Slovenia, cu o populație de 551 de locuitori.